# Pterolophia annulitarsis
Pterolophia annulitarsis là một loài bọ cánh cứng trong họ Cerambycidae.